# Ateles geoffroyi
Ateles geoffroyi là một loài động vật có vú trong họ Atelidae, bộ Linh trưởng. Loài này được Kuhl mô tả năm 1820.

## Hình ảnh

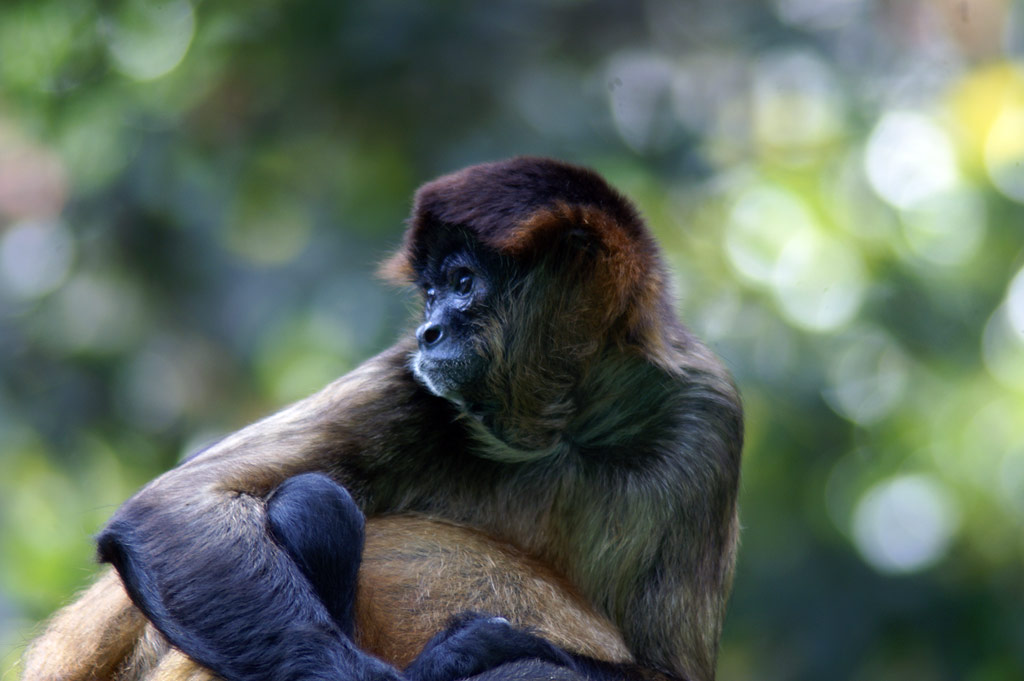
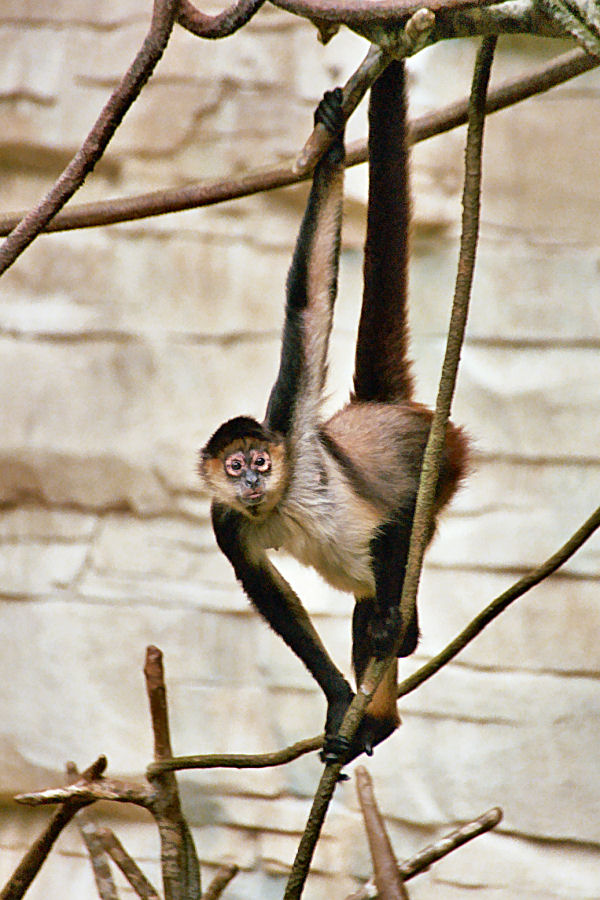
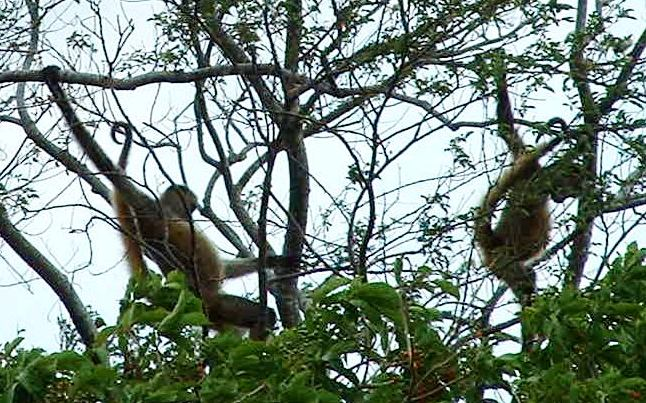
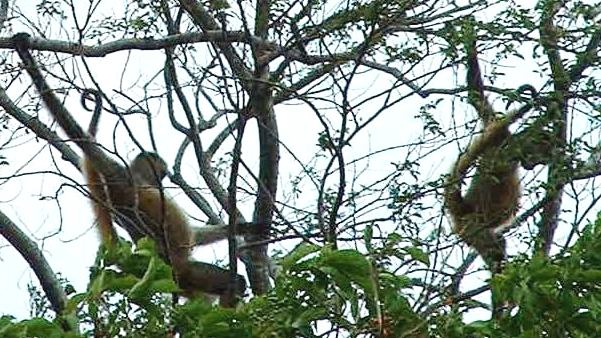